# Crocosmia
Genre
Classification phylogénétique
Crocosmia est un genre de plantes herbacées de la famille des Iridaceae. Il contient 13 espèces de différentes couleurs .[réf. nécessaire]

## Étymologie
Le terme Crocosmia vient du grec krokos, safran, et osme, odeur, soit odeur de safran.

## Description

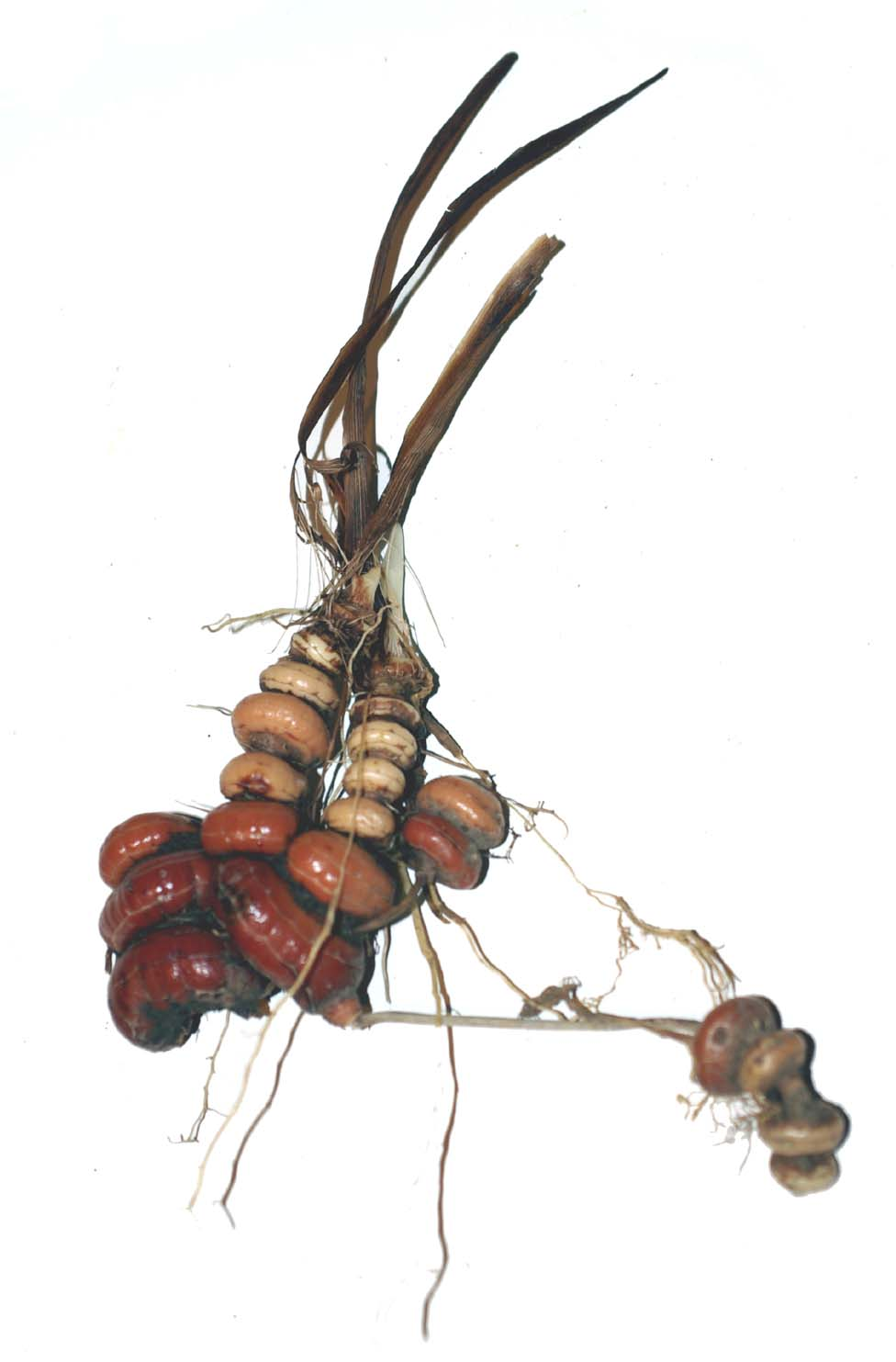
Cormes

Les Crocosmia peuvent être persistants ou caducs. Ils poussent à partir de cormes souterrains. 
Les feuilles alternes sont caulinaires et distiques. Les feuilles sont linéaires ou lancéolées.
Les cormes sont inhabituels en formant des chaînes verticales avec les plus jeunes au sommet et le plus ancien et le plus grand enterrés plus profondément dans le sol.
Les racines de la corme la plus basse d'une chaîne sont des racines contractiles qui font glisser le bulbe plus profondément dans le sol là où les conditions le permettent. Les chaînes de bulbes sont fragiles et faciles à séparer, une qualité qui a permis à certaines espèces de devenir envahissantes et difficiles à contrôler dans les jardins.
Les inflorescences sont composées de 4 à 20 fleurs sessiles rouge et orange éclatant sur une tige ramifiée. L'inflorescence terminale peut avoir la forme d'une cyme ou d'une grappe. Ces fleurs sont présentes du début de l'été à l'automne. Les fleurs fertiles sont hermaphrodites. Toutes les étamines ont une longueur égale. Elles sont pollinisées par les insectes, les oiseaux (colibris) ou par le vent. Les capsules déhiscentes sont plus courtes que larges.

## Culture

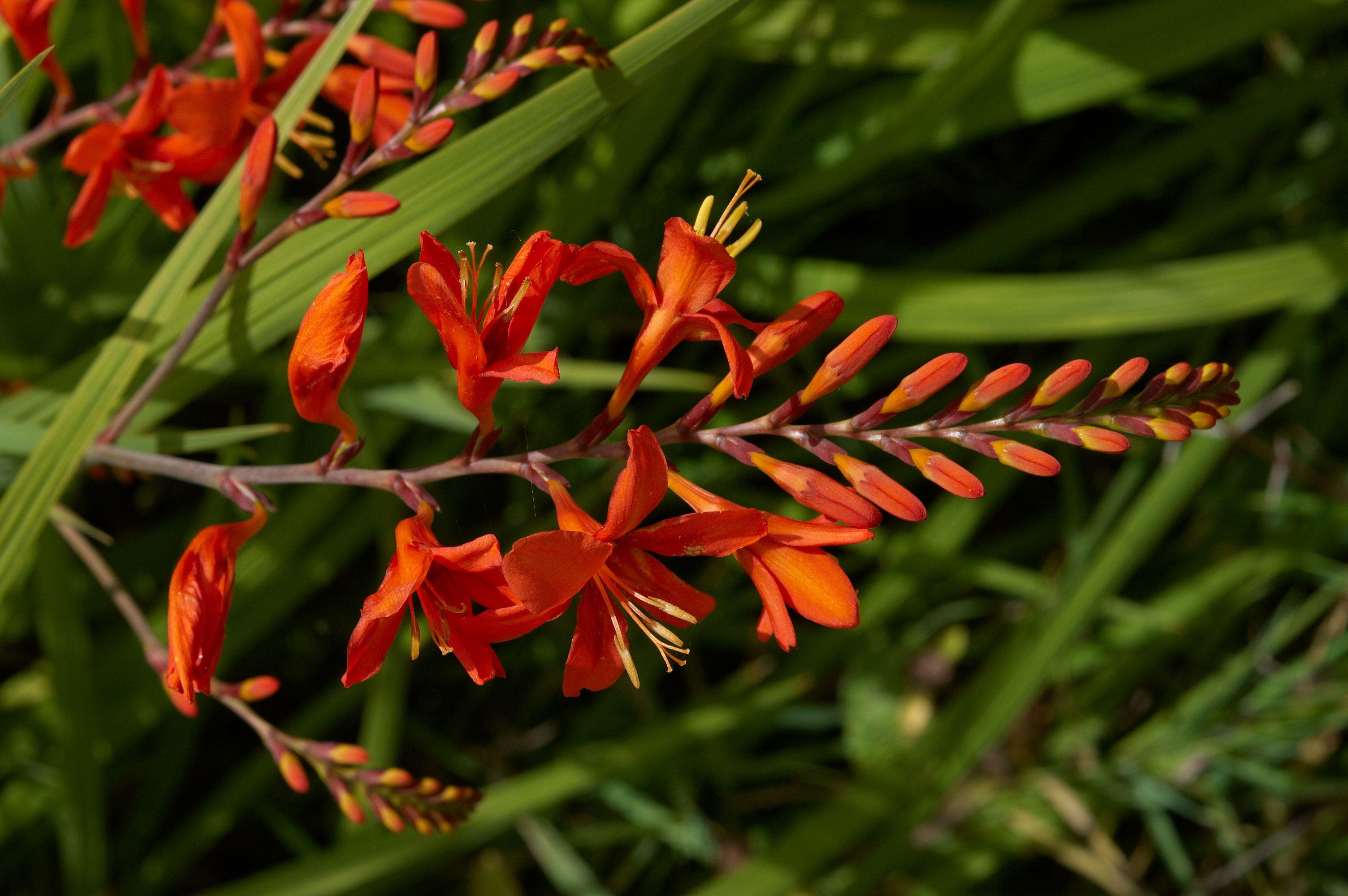
Crocosmia 'Lucifer'

Les Crocosmias sont cultivés dans le monde entier, et plus de 400 cultivars ont été produits. Certains hybrides sont devenus des espèces envahissantes en particulier C. ×crocosmiiflora qui sont envahissants au Royaume-Uni, en Nouvelle-Zélande, dans le Pacifique, en Amérique du Nord, sur l'île d'Ouessant et probablement ailleurs.
Les Crocosmia sont rustiques dans les régions tempérées. Ils peuvent se propager à travers la division des cormes au printemps.

## Liste des espèces
- Crocosmia ambongensis (H.Perrier) Goldblatt & J.C.Manning, originaire de Madagascar et incluse désormais dans le genre Geissorhiza Goldblatt

Les autres espèces sont originaires d'Afrique du Sud.
- Crocosmia aurea (Pappe ex Hook.) Planch.
- Crocosmia fucata (Lindl.) M.P.de Vos, restreinte au Namaqualand, au nord de la Province du Cap
- Crocosmia masoniorum (L.Bolus) N.E.Br.
- Crocosmia mathewsiana (L.Bolus) Goldblatt ex M.P.de Vos
- Crocosmia paniculata (Klatt) Goldblatt, atteint une hauteur de 150 à 180 cm.
- Crocosmia pearsei Oberm.
- Crocosmia pottsii (Baker) N.E.Br.

## Hybrides
- Crocosmia ×crocosmiiflora (Lemoine) N.E.Br. (Crocosmia aurea × Crocosmia pottsii) appelé aussi montbretia, cultivé à des fins décoratives est une plante envahissante.

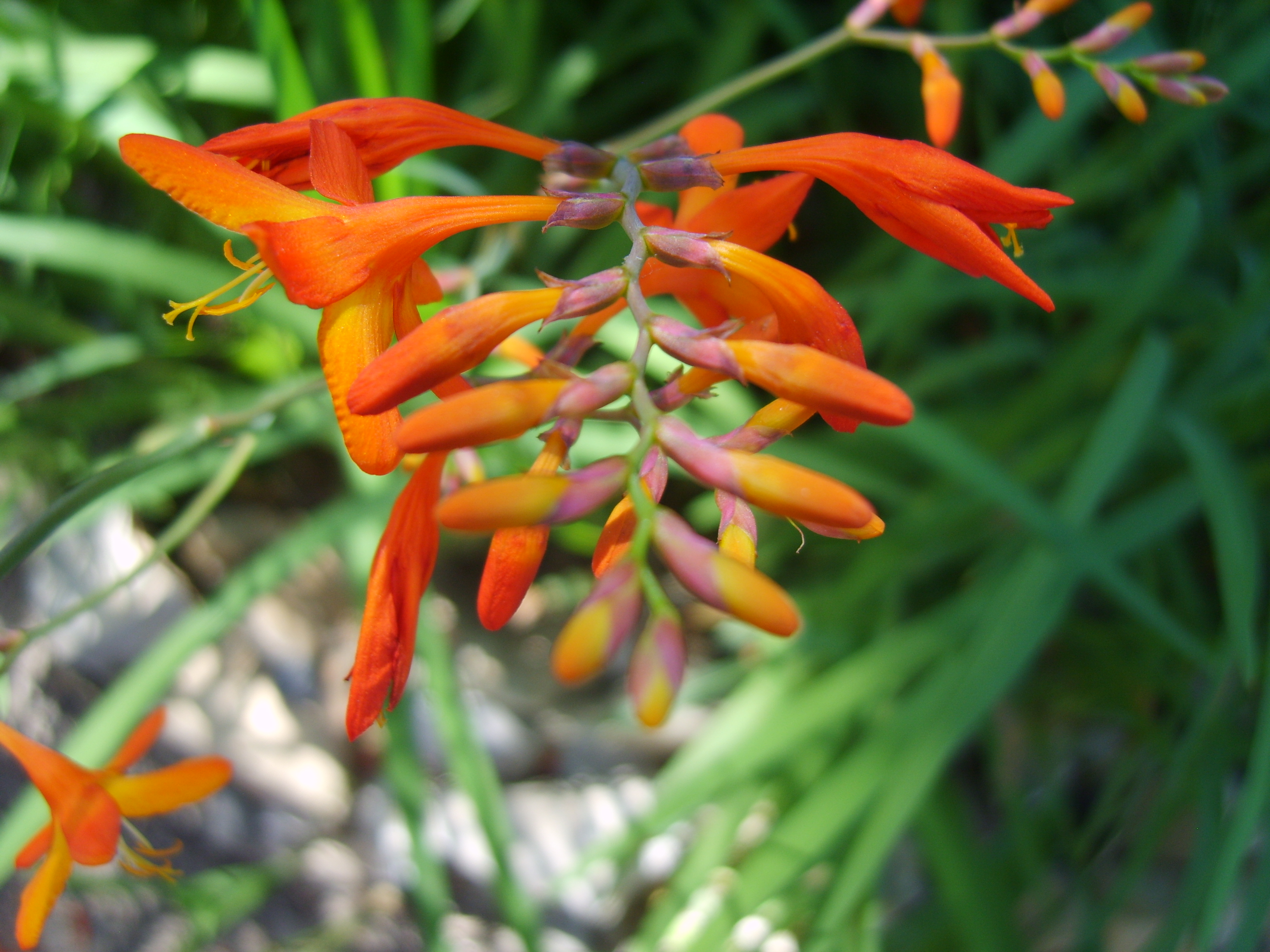
Crocosmia sp.
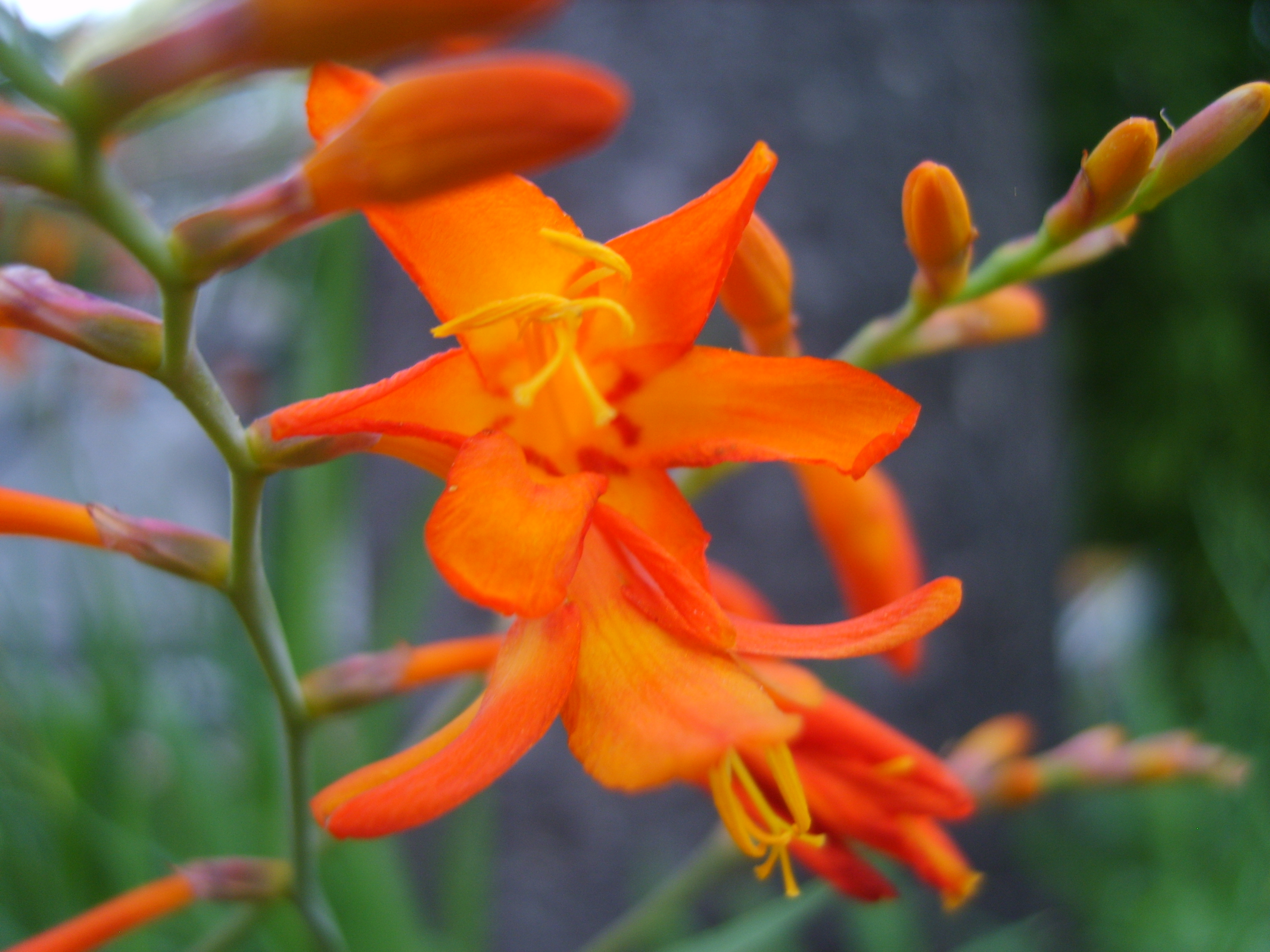
Crocosmia sp.
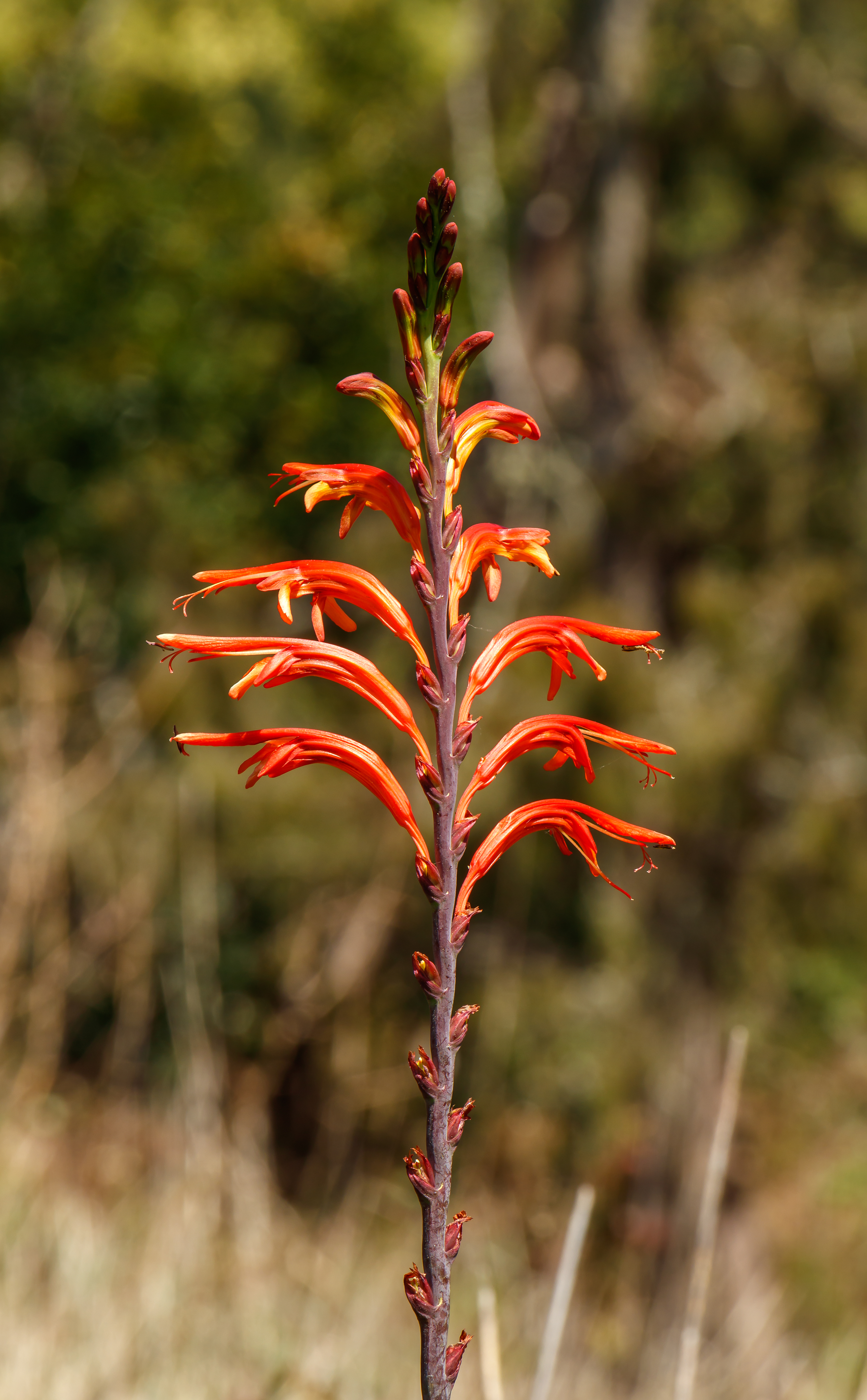
Crocosmia × crocosmiiflora, dans un levada, à Camacha, Madère. Mars 2020.
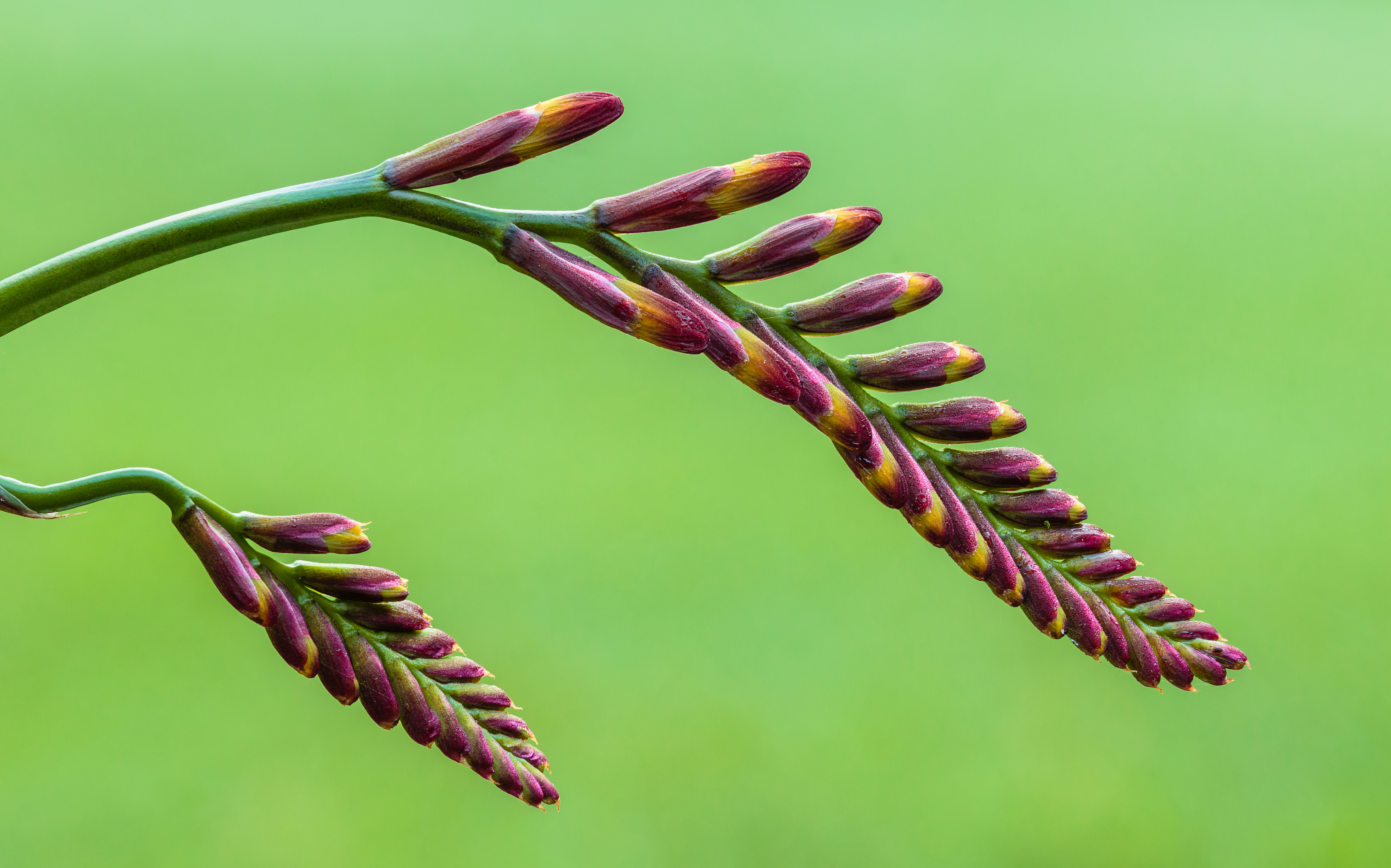
Boutons floraux en développement d'une Crocosmia 'Lucifer' (Montbretia).